# Midou
Der Midou (im Oberlauf auch: Midour) ist ein Fluss in Frankreich, der in den Regionen Okzitanien und Nouvelle-Aquitaine verläuft. Er entspringt im Gemeindegebiet von Armous-et-Cau und entwässert generell in nordwestlicher Richtung durch die historische Provinz Armagnac. Nach rund 108 Kilometern vereinigt er sich im Stadtgebiet von Mont-de-Marsan mit dem Fluss Douze und bildet so den Fluss Midouze. Auf seinem Weg durchquert er die Départements Gers und Landes.

## Orte am Fluss
- Louslitges
- Nogaro
- Villeneuve-de-Marsan
- Mont-de-Marsan